# Sin ti
Sin ti é uma telenovela mexicana produzida por Angelli Nesma para a Televisa e exibida pelo Canal de las Estrellas entre 8 de dezembro de 1997 e 10 de abril de 1998, substituindo El secreto de Alejandra e sendo substituída por Una luz en el camino.
É um remake da telenovela Verônica, produzida em 1980.
A trama é protagonizada por Gabriela Rivero e René Strickler e antagonizada por Adamari López e Roberto Vander.

## Enredo
Sagrario Molina é professora de Biologia em uma escola particular para meninas e nas horas vagas é voluntária em um abrigo para crianças com câncer. Com ela mora sua irmã viúva, Leonor, e seus dois sobrinhos, Pablo e Lupita.
Na escola conhece Luis David Luján, um jornalista que começa a lecionar Literatura na escola. O amor começa a surgir entre Sagrario e Luis David, que são forçados a se casar para evitar um escândalo que pode arruinar a carreira de Luis David, já que Maria Elena Ysaguirre, uma estudante caprichosa e indomável com uma posição econômica muito boa, tornou-se profundamente obcecada pelo professor. Maria Elena finalmente consegue que o casal se separe, ao fazer com que sejam descobertos aos beijos, então Sagrario e Luis David se divorciam.
Pouco depois, Sagrario começa a ser cortejado por Guillermo Ysaguirre, pai de Maria Elena. Embora não sinta mais do que um apreço amigável por ele, Sagrario decide casar com ele, porque Leonor morre repentinamente e Sagrario tem de cuidar dos dois filhos. No entanto, Sagrario se vê em uma situação muito desconfortável quando Guillermo a leva para sua casa, já que Maria Elena e Luis David moram juntos lá. Ciente de que seu verdadeiro amor é Sagrario, Luis David se sente traído ao descobrir que ela está grávida, sem desconfiar que o pai da filha de Sagrario é ele mesmo.

## Elenco
- René Strickler - Luis David Luján
- Gabriela Rivero - Sagrario Molina de Luján Ysaguirre
- Roberto Vander - Guillermo Ysaguirre
- Adamari López - María Elena Ysaguirre de Luján
- Saby Kamalich - Dolores
- Irán Eory - Mercedes
- Raúl Magaña - Mauricio
- Gabriela Goldsmith - Prudencia
- Francesca Guillén - Sandra
- Germán Gutiérrez - César
- Renée Varsi - Abril
- Lourdes Reyes - Ángeles Rubio-Castillo
- Isabel Andrade - Crescencia
- Vanessa Angers - Leonor Molina
- Rosita Bouchot - Irene
- Consuelo Duval - Gloria
- Rebeca Mankita - Katy
- Marina Marín
- Carlos Bracho - Félix Guzmán
- Evangelina Martínez - Gertrudis
- Justo Martínez - Dr. Juárez
- Servando Manzetti - Nicolás
- Mercedes Molto - Brenda
- Carlos Monden - Profesor Prado
- Polly - Aurelia
- Adriana Rojo - Profra. Rojo
- Myrrah Saavedra - Evelia
- Ariadne Welter - Tomasa
- Fernando Sáenz - Mateo
- Sergio Sánchez - Amadeo
- Yadira Santana - Angustias
- Ricardo Vera - Lic. Gómez
- Liza Willert - Profra. Torres
- Luis Maya - Pablito
- Montserrat de León - Lupita
- Marco Antonio Calvillo - Baltazar
- Gustavo Rojo - Don Nicolás "Nico" Rubio-Castillo
- Julio Mannino - Beto
- Héctor Sánchez - Eduardo
- Bertha del Castillo - Dra. Zepeda
- Diana Golden - Elena
- Rodolfo Lago - Obregón